# Sitno, Hạt Gryfino
Sitno [ˈɕitnɔ] (trước đây Đức Schonfeld) là một ngôi làng ở quận hành chính của Gmina Mieszkowice, trong Gryfino County, Zachodniopomorskie, ở tây bắc Ba Lan, gần với Đức biên giới. Nó nằm khoảng 6 kilômét (4 mi) về phía đông nam của Mieszkowice, 55 km (34 mi) phía nam Gryfino và 74 km (46 mi)     phía nam thủ đô khu vực Szczecin.
Trước năm 1945, khu vực này là một phần của Đức. Đối với lịch sử của khu vực, xem Lịch sử của Pomerania.
Ngôi làng có dân số 210 người.